# Морални аргумент
Морални аргумент је аргумент за постојање Бога. Морални аргументи су обично засновани на моралној нормативности или моралном поретку. Аргументи засновани на моралној нормативности истичу неке аспекте морала и закључују да је Бог најбоље или једино објашњење за њих, а на основу тога да Бог постоји. Аргументи засновани на моралном поретку утемељени су на исказаној потреби да морални поредак постоји у универзуму. Њима се тврди да, како би тај морални поредак постојао, мора постојати Бог да га одржи. Морални аргумент је вредан помена јер се његова снага не може оценити без осврта на готово сваки важан филозофски проблем метаетике.
Немачки филозоф Имануел Кант осмислио је морални аргумент заснован на практичком разуму. Кант је тврдио да је циљ човечанства да оствари савршену срећу и врлину (summum bonum) и веровао да се, да би то било могуће, мора претпоставити загробни живот, а да се због њега мора претпоставити Бог. Међутим, уместо да се труди да докаже постојање Бога, Кант је једноставно покушавао да покаже да сва морална мисао захтева претпоставку да Бог постоји и да, према томе, имамо право да то претпоставимо само као прописно начело, не и основно (што значи да такво начело може да усмерава наше радње, али нам не пружа знање). У својој књизи Чисто хришћанство, К. С. Луис тврди: „Савест нам открива морални закон чији се извор не може наћи у природном свету, тако да он указује на натприродног Законодавца.“ Луис такође сматра да прихватање валидности људског разума као таквог приморава на прихватање валидности практичког разума, који не може бити ваљан без позивања на виши космички морални поредак, а он се не може створити или успоставити без Бога. Сродан је аргумент заснован на савести; Џон Хенри Њуман је тврдио да савест подупире тезу да објективне моралне чињенице постоје, јер оне терају људе да чине исправно, чак и када то није у њихову корист. Њуман је сматрао да, пошто савест указује на постојање објективних моралних истина, Бог мора постојати да би им дао овлашћење.
Савремени браниоци моралног аргумента су Грејам Ворд, Алистер Макграт и Вилијам Лејн Крејг.

## Општи облик
Све варијације моралног аргумента почињу запажањем о моралној мисли или доживљајима и закључују постојање Бога. Неким од тих аргумената предлажу се моралне чињенице које се сматрају очигледним кроз људско искуство и тврди се да је Бог најбоље објашњење за њих. Друге верзије описују неки циљ чијем остварењу људи треба да теже, а да је то једино могуће ако Бог постоји.
Много је моралних аргумената засновано на моралној нормативности, којом се указује да објективне моралне чињенице постоје и да је за њихово овлашћење потребан Бог. Њима се често изражава да је морал обавезујући – обавезе се сматрају вишим од пуких склоности, али се наговештава да обавеза остаје независно од других фактора и интереса. Да би морал био обавезујући, Бог мора постојати. У свом најопштијем облику, аргумент заснован на моралној нормативности гласи:
1. Људски доживљај морала се посматра.
2. Бог је најбоље или једино објашњење за тај морални доживљај.
3. Према томе, Бог постоји.[3]

Неким аргументима заснованим на моралном поретку заговара се да је морал утемељен на разумности, а да то једино може да буде случај уколико у универзуму постоји морални поредак. Тим аргументима се износи предлог да једино класично (ортодоксно) схваћени Бог подупире постојање моралног поретка у универзуму, тако да Бог мора да постоји. Њима се доказује да све оно на шта смо обавезани мора бити могуће и да је достизање највишег добра и среће и моралне врлине једино могуће уколико природни морални поредак постоји. Природни морални поредак захтева постојање класично схваћеног Бога, тако да Он мора да постоји.

## Варијације

### Практички разум
У својој Критици чистог ума, немачки филозоф Имануел Кант изјавио је да ниједан успешни аргумент за постојање Бога не настаје искључиво путем разума. У својој Критици практичког ума он наставља с тврдњом да, упркос неуспеху тих аргумената, морал захтева да се услед практичког ума постојање Бога претпостави. Уместо доказивања постојања Бога, Кант је покушавао да покаже да сва морална мисао захтева претпоставку да Бог постоји. Кант је тврдио да су људи обавезани да постигну summum bonum: два главна циља моралне врлине и среће, где срећа настаје из врлине. Како требати имплицира моћи, сматрао је Кант, мора бити могуће да се summum bonum достигне. Он је прихватио да није у човековој моћи да достигне summum bonum, зато што не можемо осигурати да врлина увек донесе срећу, тако да мора постојати виша сила која има моћ да створи живот после смрти где ће се врлина наградити срећом.
Филозоф Џ. Х. Р. Паркинсон истиче честу замерку на Кантов аргумент: оно што треба учинити не подразумева нужно да је то могуће. Он такође наводи да алтернативна схватања морала, која се не ослањају на Кантове претпоставке, постоје – цитира утилитаризам као пример који не захтева summum bonum. Николас Еверит сматра да је већина моралних савета недостижна, као што је библијска заповест да будемо попут Христа. Он предлаже да Кантове прве две премисе изискују само да морамо пробати да достигнемо савршено добро, не и да је оно достижно.

### Аргумент заснован на објективним моралним истинама
И теисти и не-теисти су прихватили да постојање објективних моралних истина можда изискује постојање Бога. Филозоф атеиста Џ. Л. Маки прихватио је да би, када би моралне истине постојале, оне оправдале натприродно објашњење. Шкотски филозоф В. Р. Сорли представио је следећи аргумент:
1. Ако је морал објективан и апсолутан, Бог мора да постоји.
2. Морал јесте објективан и апсолутан.
3. Према томе, Бог мора да постоји.[8]

Доста критичара је оспоравало другу премису овог аргумента нудећи биолошки и социолошки опис развоја људског морала који налаже да он није ни објективан ни апсолутан. Тај опис, који подржавају биолог Е. О. Вилсон и филозоф Мајкл Рус, предлаже да је људски доживљај морала нуспродукт природне селекције, теорија коју Марк Д. Линвил назива еволуционим натурализмом. Према теорији, људско искуство моралних обавеза је резултат еволуционих притисака, који су човековој психологији припојили осећање морала јер је било корисно за морални развитак; под тим се подразумева да моралне вредности не постоје независно од људског ума. Морал је можда боље схватити као императив еволуције да би се гени раширили и на крају размножили. Ниједно људско друштво данас не заговара неморал, попут пљачке или убиства, јер би то несумњиво довело до краја тог конкретног друштва и сваке шансе за будуће преживљавање потомка. Шкотски емпириста Дејвид Хјум саставио је сличан аргумент, да је веровање у објективне моралне истине неосновано и да је говорити о њима бесмислено.
Због тога што еволуциони натурализам предлаже емпиријски опис морала, он не захтева да морал објективно постоји; Линвил разматра мишљење да то доводи до моралног скептицизма или антиреализма. К. С. Луис је тврдио да, ако се еволуциони натурализам прихвати, људски морал се не може описати као апсолутан и објективан јер моралне тврдње не могу да буду ни тачне ни нетачне. Упркос томе, сматрао је Луис, они који прихвате еволуциони натурализам и даље поступају као да објективне моралне истине постоје, што га је навело да одбаци натурализам као неповезан. Као алтернативну етичку теорију, Луис је понудио облик теорије божанске команде којом је Бог изједначен с добротом, а доброта третирана као основни део стварности, тиме утврђујући постојање Бога.
Џ. Ч. А. Гаскин оспорава прву премису аргумента заснованог на моралној објективности, тврдећи да се мора показати зашто апсолутни и објективни морал налаже да морал наређује Бог, а не да је он просто људски изум. Може бити да му, на пример, пристанак човечанства даје моралну снагу. Амерички филозоф Мајкл Мартин тврди да није нужно тачно да објективне моралне истине изискују постојање Бога и сугерише да постоје алтернативна објашњења: он тврди да натурализам може бити прихватљиво објашњење и да, чак иако је неопходно натприродно објашњење, оно не мора да буде Бог (политеизам је могућа алтернатива). Мартин такође тврди да се необјективно разматрање етике може прихватити и доводи у питање мишљење да субјективно разматрање морала доводи до моралне анархије.
Вилијам Лејн Крејг је подржао овај облик моралног аргумента.

### Аргумент заснован на савести
Сродан моралном аргументу је аргумент заснован на савести, повезан са бискупом из 18. века, Џозефом Батлером, и кардиналом из 19. века, Џоном Хенријем Њуманом. Њуман је предложио да савест, као и давање моралних савета, пружа доказе за објективне моралне истине које мора подржавати божанско. Он је тврдио да емотивизам није адекватно објашњење за људски доживљај морала зато што људи избегавају да чине неморално, чак и када би им ишло на руку. Њуман је изнео предлог да Бог мора постојати како би се објаснила савест.
Британски филозоф Џон Лок тврдио је да се морална правила не могу успоставити путем свесности јер би различитости у свестима људи довеле до контрадикција. Лок је такође приметио да на свест имају утицај „образовање, друштво и државни обичаји“, критика коју уздиже Џ. Л. Маки тврдећи да савест треба посматрати као „интројекцију“ других људи у ум агента. Мајкл Мартин оспорава аргумент заснован на савести натуралистичким приказом савести, тврдећи да натурализам пружа адекватно објашњење за њу које не захтева постојања Бога. Чак иако је натприродан узрок неопходан, сматра Мартин, он може бити нешто другачије од Бога; то би значило да феномен савести не иде у прилог монотеизму више него политеизму.
К. С. Луис постојање Бога доказује на сличан начин у својој књизи Чисто хришћанство, с тим што га он не назива директно моралним аргументом.